# イブラヒーム・メフレブ
イブラヒーム・メフレブ（1949年4月12日 - ）は、エジプトの政治家、官僚。元エジプト首相。

## 経歴
エジプト最大の建設会社の元代表の一人であり、ホスニー・ムバーラク大統領退任時は国民民主党の党員であった。ハーゼム・エル＝ベブラーウィー首相が公共バスのストなどで経済政策の批判を浴び辞任した後、アドリー・マンスール暫定大統領により2014年3月1日に首相に任命された。
アブドルファッターフ・アッ＝シーシー大統領就任後も他の閣僚と共に留任した。就任後の11月29日、パレスチナ自治区ガザ地区との境界沿いに幅500メートル、長さ10キロに及ぶ「緩衝地帯」を設置する決定を下し、家屋の取り壊しを開始した。ガザからの武装勢力の侵入と、エジプトからガザへの武器密輸を防ぐためとしている。その際、中東通信（MENA）を通じて「対象地域の住民が自主的に立ち退かない場合、家財は没収する」と宣言した。

## 人物
既婚者であり、英語とフランス語が話せる。